# SigortaShop Kadın Voleybol Kulübü
SigortaShop Kadın Voleybol Kulübü, é uma equipe turca de vôleibol feminino profissional da cidade de Ancara. A equipe competiu com o nome Mert Grup Sigorta no Campeonato Turco - Série A até a temporada 2021-22. Em declaração oficial feita em 8 de abril de 2022, o clube anunciou que seu nome foi alterado para SigortaShop Kadın Voleybol Kulübü e que participará do Campeonato Turco - Série A com esse nome a partir da temporada 2022-23.

## História
O clube foi fundado em 2020 com o nome Mert Grup Sigorta e iniciou sua luta no Campeonato Turco - Série A2. A equipe, foi promovida ao Campeonato Turco - Série A1 onde de forma invicta, foi promovida para a primeira divisão do Campeonato Turco para a temporada 2021-22. No Campeonato Turco 2021-22, a equipe ficou na 9° colocação e garantiu vaga para o Campeonato Turco 2022-23, onde passará a competir com o nome SigortaShop Kadın Voleybol Kulübü.

## Títulos conquistados
| Mundiais     | Mundiais                    | Mundiais | Mundiais   |
|              | Competição                  | Títulos  | Temporadas |
| ------------ | --------------------------- | -------- | ---------- |
|              | Mundial de Clubes           | 0        |            |
| Continentais |                             |          |            |
|              | Competição                  | Títulos  | Temporadas |
|              | Liga dos Campeões da Europa | 0        |            |
|              | Copa CEV                    | 0        |            |
|              | Challenge Cup               | 0        |            |
| Nacionais    |                             |          |            |
|              | Competição                  | Títulos  | Temporadas |
| Turquia      | Campeonato Turco            | 0        |            |
| Turquia      | Copa da Turquia             | 0        |            |
| Turquia      | Supercopa Turca             | 0        |            |

### Outras campanhas
Campeonato Turco de Voleibol Feminino - Série A2
- Campeão: 2020-21

Atualizado em abril de 2022.

## Elenco atual
Elenco do SigortaShop Kadın VK para a temporada 2022–23:
| N°  | Nome                 | Posição     | Nascimento                        | Altura (cm) | Nacionalidade        |
| --- | -------------------- | ----------- | --------------------------------- | ----------- | -------------------- |
| 1   | Gizem Çerağ Düzeltir | Líbero      | 15 de abril de 1996 (28 anos)     | 170         | Turquia              |
| 2   | Defne Tokol          | Levantadora | 19 de maio de 1995 (29 anos)      | 181         | Turquia              |
| 3   | Gaila González       | Oposta      | 25 de junho de 1997 (27 anos)     | 188         | República Dominicana |
| 5   | Alara Altundağ       | Libero      | 5 de junho de 1994 (30 anos)      | 160         | Turquia              |
| 6   | Özge Nur Çetiner     | Central     | 6 de agosto de 1993 (31 anos)     | 193         | Turquia              |
| 7   | Miroslava Paskova    | Ponta       | 16 de fevereiro de 1996 (29 anos) | 182         | Bulgária             |
| 8   | Seda Menekşe         | Ponta       | 6 de julho de 1997 (27 anos)      | 185         | Turquia              |
| 10  | Selin Yurtsever Toy  | Ponta       | 13 de julho de 1993 (31 anos)     | 181         | Turquia              |
| 11  | Ayça İsmailçebioğlu  | Ponta       | 13 de maio de 1998 (26 anos)      | 187         | Turquia              |
| 12  | Melek Erpin Erbuğa   | Levantadora | 12 de julho de 2002 (22 anos)     | 170         | Turquia              |
| 13  | Olga Biryukova       | Ponta       | 19 de setembro de 1994 (30 anos)  | 194         | Rússia               |
| 15  | Merve Çepni          | Central     | 19 de agosto de 1996 (28 anos)    | 187         | Turquia              |
| 16  | Merve İkbal Albayrak | Central     | 15 de outubro de 1991 (33 anos)   | 182         | Turquia              |
| 17  | Cansu Aydınoğulları  | Levantadora | 19 de fevereiro de 1992 (33 anos) | 180         | Turquia              |
| sn° | Ilka Van de Vyver    | Levantadora | 26 de janeiro de 1993 (32 anos)   | 180         | Bélgica              |
| sn° | Hande Naz Şimşek     | Central     | 4 de julho de 1995 (29 anos)      | 187         | Turquia              |

Atualizado em abril de 2022.